# Goldfarmer
Goldfarmer (auch Goldbauer oder Chinafarmer) ist die Bezeichnung für Computerspieler, die gegen Bezahlung (teilweise hauptberuflich) dafür beschäftigt werden, um etwa in Online-Rollenspielen große Mengen der Spielwährung oder andere Spielgegenstände zu erwirtschaften, um diese außerhalb des Spiels an andere Spieler zu verkaufen. Alternativ „leveln“ sie Spielfiguren bzw. Spielercharakter, um die entsprechenden Accounts zu verkaufen, spielen sie also durch die unteren Stufen des Spiels.
Richard Heeks, Professor an der University of Manchester, schreibt von etwa 400.000 Menschen, die 2008 von Goldfarming lebten. 80 Prozent der Spieler wohnten in China, der gesamte Markt habe einen Wert von 500 Millionen Dollar.
Da es zeitintensiv ist, Spiel-Charaktere von umfangreichen Spielen wie zum Beispiel Online-Rollenspielen weiterzuentwickeln, können diese Leistungen bei Internet-Auktionen hohe Preise erzielen.
Für viele Chinesen ohne Ausbildung ist dies ein Traumberuf. Allerdings können dabei oft gesundheitliche Folgeschäden auftreten. Außerdem gibt es immer wieder Fälle, in denen in der Volksrepublik China Jugendliche und Häftlinge zum Spielen gezwungen werden. Häufig werden ihnen als Druckmittel die Pässe abgenommen.
In den USA und in Großbritannien ist es mittlerweile verboten, über Internetauktionshäuser Spieleaccounts zu verkaufen, allerdings nicht im restlichen Europa, Asien und Australien.
Die chinesische Regierung hat am 30. Juni 2009 beschlossen, den virtuellen Währungshandel zu verbieten und dagegen vorzugehen.